# Laugasa
Laugasa é um gênero de traça pertencente à família Arctiidae.